# Обрані (фільм, 1982)
«Обрані» (ісп. «Los elegidos») — радянсько-колумбійський фільм 1982 року, драма Сергія Соловйова про життя емігрантів в Латинській Америці, поставлений за однойменним романом Альфонсо Лопеса Мікельсена.

## Сюжет
Друга світова війна. Пан Б. К. (Леонід Філатов) — заможний німець, барон, успішний бізнесмен, який живе в нацистській Німеччині. Ненавидячи порядки і ідеологію нацизму, він наприкінці 1944 року зумів виїхати в Колумбію, де живе його брат і де розміщений основний капітал його фірми. Там Б. К. потрапив в середовище найбагатших людей — тих самих «обраних», що мають слабкі уявлення про честь і мораль. У Колумбії він зустрічає любов всього свого життя — просту і добру молоду жінку Ольгу Ріос (Тетяна Друбич). Через деякий час він виявляється втягнутий в сумнівну фінансову операцію з торгівлею акціями на біржі і втрачає свої статки. Потім його обвинувачують і звинувачують у співпраці з нацистами, від нього все відвертаються, йому загрожує в'язниця. По ходу розповіді з'ясовується, що пан Б. К. дійсно заради можливості виїхати з Німеччини був змушений формально погодитися на співпрацю з секретними службами Третього Рейху і підписати відповідну заяву, яким його тепер шантажують. Намагаючись врятувати власне становище, він зраджує свою кохану — віддає її потрібній людині з американського посольства, яка просила його колись про це, і той гвалтує її. Але зрада не змогла врятувати пана Б. К. від трагічного кінця — в результаті він втрачає і гроші, і любов, а потім і власне життя.

## У ролях
- Леонід Філатов —  пан Б. К., німецький барон
- Тетяна Друбич —  Ольга Ріос
- Ампаро Грісалес — Мерседес (озвучила Катерина Васильєва)
- Рауль Сервантес —  Габріель, син Ольги
- Сантьяго Гарсіа —  доктор Фаусто
- Карл Вест —  М'юїр
- Луїс Де Сулуета — банкір Лаїнес (озвучив Володимир Басов)
- Олександр Пороховщиков —  Ліндінг, чин СС, в минулому — друг Б. К.
- Сергій Шебеко —  агент Ліндінга

## Знімальна група
- Режисер — Сергій Соловйов
- Сценаристи — Сергій Соловйов, Альфонсо Лопес Мікельсен
- Оператор — Павло Лебешев
- Художники — Олександр Адабаш'ян, Олександр Самулекін
- Композитори — Ісаак Шварц, Георгій Свиридов, Борис Тищенко